# Wessex Sound Studios
I Wessex Sound Studios sono stati studi di registrazione situati al 106a di Highbury New Park, Londra, Inghilterra. Molti rinomati artisti hanno registrato qui, tra cui Sex Pistols, King Crimson, Clash, Theater of Hate, XTC, Sinceros, Queen, Talk Talk, Rolling Stones, Pete Townshend, Team Dokus e i The Damned. La proprietà è stata venduta a una società di sviluppo residenziale nel 2003.

## Storia
L'edificio che sarebbe diventato i Wessex Studios fu costruito nel 1881 come sala incontri annessa alla chiesa di Sant'Agostino. Come altri edifici dell'era vittoriana, anch'esso presentava un design gotico.
Dal 1946 al 1949 la sala è stata la sede della "Company of Youth" della Rank Organisation - più popolarmente conosciuta come la "Rank Charm School" - dove le future star dei film britannici, come Diana Dors, Christopher Lee, Barbara Murray e Pete Murray, sono stati istruiti e pagati circa 10 Sterline a settimana. La Rank aveva anche uno studio cinematografico nell'ex Highbury Athenaeum situato al 96a di Highbury Park, dove venivano girati i così detti film di serie B. Anche questo fu chiuso nel 1949.
Negli anni '60, la famiglia Thompson trasformò l'aula della chiesa in uno studio di registrazione. Fu chiamato Wessex perché il loro precedente studio di registrazione si trovava in quello che storicamente era il regno del Wessex. Les Reed, cantautore di "There a Kind of Hush" ecc. con Barry Mason e i Beatles, acquistò l'edificio nel 1965. Nel 1975, Chrysalis acquistò i Wessex Studios e gli AIR Studios di George Martin che divenne direttore dell'azienda. Bill Price è stato uno dei produttori che ha utilizzato lo studio.
Successivamente negli anni '80 furono acquistati da Nigel Frida per entrare a far parte dei Matrix Recording Studios Group, uno dei più grandi complessi di studi di registrazione indipendenti nel Regno Unito con 5 strutture in tutta Londra. Nel 2003 Neptune Group ha acquistato l'edificio e successivamente lo ha trasformato in un complesso residenziale noto come "The Recording Studio", comprendente otto appartamenti e casa a schiera.